# Conotyla
Conotyla – rodzaj dwuparców z rzędu Chordeumatida i  rodziny Conotylidae.
Dorosłe formy tych dwuparców mają tułów złożony z 30 pierścieni, z których pierwszy (collum) nie nakrywa głowy. Głowa wyposażona jest u nich w 14–23 czarnych, zwykle okrągłych oczu prostych, ustawionych w 4–5 rzędach na trójkątnych polach ocznych. Ósma i dziewiąta para odnóży samca przekształcona jest w gonopody. Przednia para gonopodów jest mniejsza lub prawie równa rozmiarami kolpokoksytom pary tylnej. Przednie gonopody mają przepaskowate, niepodzielone sternum, prostą lub rozgałęzioną budowę i często są zakrzywione za kolpokoksytami. Pasowatego lub jajowatego kształtu sternum tylnych gonopodów ma duże i wyraźne przetchlinki oraz jest częściowo zlane z apodemą tchawkową. Dziesiąta para odnóży samca ma wskutek obecności gruczołów biodrowych powiększone, ale niepłatowate biodra. Jedenasta para odnóży samca ma niepowiększone i wyraźne haczyki w tylnych częściach przedudzi. Niekiedy modyfikacje występują u samców również na odnóżach par od pierwszej do siódmej, zwłaszcza na ich udach.
Wije te występują wyłącznie w Ameryce Północnej, na terenie Kanady i Stanów Zjednoczonych.
Rodzaj ten wprowadzili w 1895 roku Orator Fuller Cook i Guy N. Collins. Należy tu 15 opisanych gatunków:
- Conotyla aeto Shear, 1971
- Conotyla blakei (Verhoeff, 1932)
- Conotyla bollmani (McNeill, 1887)
- Conotyla celeno Shear, 1971
- Conotyla elpenor Shear, 1971
- Conotyla fischeri Cook & Collins, 1895
- Conotyla jonesi Chamberlin, 1951
- Conotyla melinda Hoffman, 1961
- Conotyla ocypetes Shear, 1971
- Conotyla personata Shear, 1971
- Conotyla smilax Shear, 1971
- Conotyla vaga Loomis, 1939
- Conotyla venetia Hoffman, 1961
- Conotyla vista Shear, 1971
- Conotyla wyandotte (Bollman, 1888)